# Mastixis hipocoon
Mastixis hipocoon là một loài bướm đêm trong họ Noctuidae.